# Game Boy Pocket
De Game Boy Pocket is een draagbare spelcomputer van Nintendo en de eerste uitbreiding van de oorspronkelijke Game Boy (nog met een zwart-wit beeldscherm; nog vroeger enkel in groen tinten). De spelcomputer werd uitgegeven sinds 1996.
Het grote verschil met de Game Boy is dat de Game Boy Pocket kleiner is in formaat en beduidend minder weegt. Ook heeft het maar twee batterijen nodig in plaats van vier.
Spelcomputers · Draagbare spelcomputers (Lijst van draagbare spelcomputers)